# 마그네틱 베이스

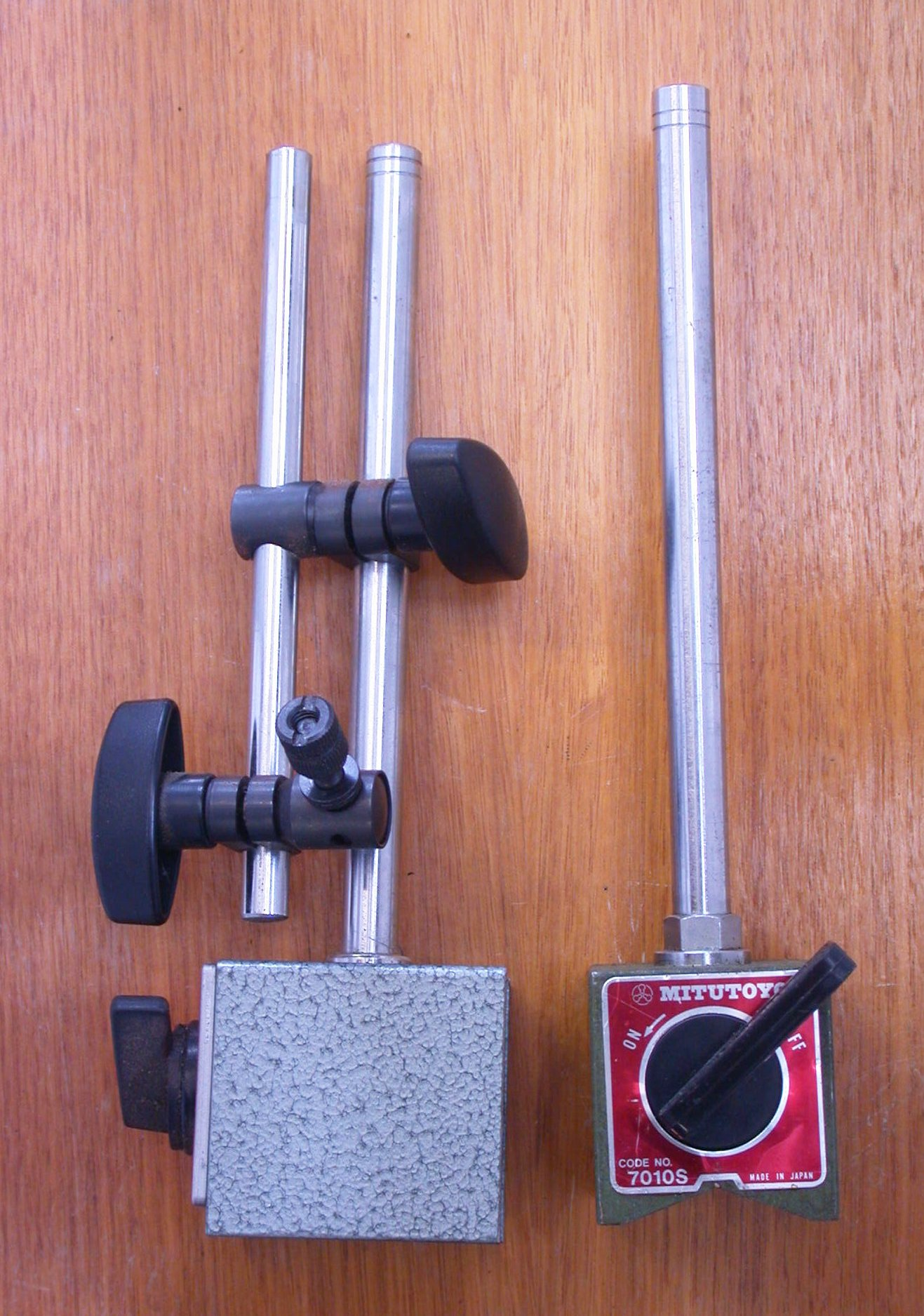
엔지니어링 금속 거래에 사용되는 포스트가 부착된 마그네틱 베이스

마그네틱 베이스(magnetic base 또는 magnetic switchable device)는 외부 자기장을 켜거나 끌 수 있는 구성으로 하나 이상의 영구 자석을 사용하는 자기 고정 장치이다. 광학, 금속가공, 리프팅 및 로봇 공학을 포함한 다양한 응용 분야에서 안전하지만 임시적인 방법으로 금속 표면에 품목을 부착하는 데 사용된다.